# کفش اسکیت نمایشی

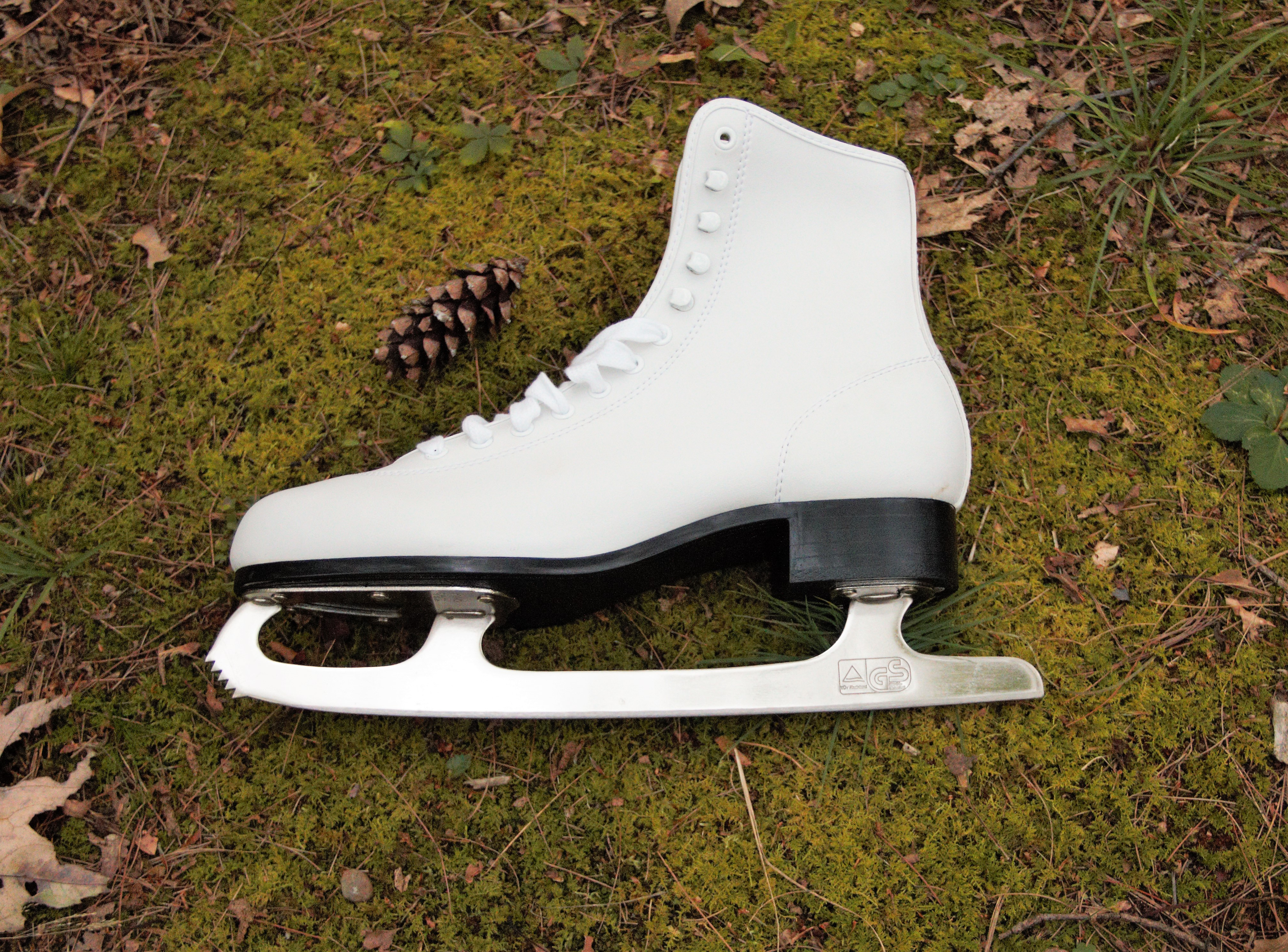
یک کفش اسکیت نمایشی روی یخ

کفش‌های اسکیت نمایشی (انگلیسی: Figure skate) نوعی کفش اسکیت روی یخ است که توسط اسکیت بازان استفاده می‌شود. اسکیت‌ها شامل یک چکمه و تیغه هستند که با پیچ‌هایی به کف چکمه وصل می‌شوند. ست‌های ارزان قیمت برای اسکیت بازان تفریحی در دسترس است، اما بیشتر اسکیت بازها چکمه‌ها و تیغه‌ها را جداگانه خریداری می‌کنند و تیغه‌ها را توسط یک تکنسین حرفه ای اسکیت، به هم متصل می‌کنند.

## تاریخچه
در طول قرن نوزدهم، اشکال جدیدی از کفش‌های اسکیت روی یخ ایجاد شده‌است تا امکان کنترل بیشتر و ایمن تر شدن را فراهم کند. کفش‌های اسکیت نمایشی خاص در پاسخ به افزایش محبوبیت در اسکیت بازی در قرن نوزدهم، مصادف با آغاز مسابقات رسمی مانند مسابقات جهانی اسکیت نمایشی ایجاد شد. نام اسکیت نمایشی از بخش اجباری این رقابت ناشی می‌شود که در دهه ۱۹۹۰ منصوب شد و اسکیت بازان نیاز دارند تا حرکت‌های دقیق روی یخ را ردیابی کنند، از جمله حرکت کامل ۸ حلقه. کفش‌های اسکیت همایشی در حال حاضر با دقت بسیار بالایی برای استفاده در ورزش‌های رقابتی تولید می‌شوند. تیغه‌ها به‌طور خاص طراحی شده‌اند تا انواع مختلفی از انگشتان پا را در خود جای دهد که به اسکیت بازان بسته به سطح شان می‌توانند به سطح جدیدی برای جهش و چرخش برسند.

## چکمه

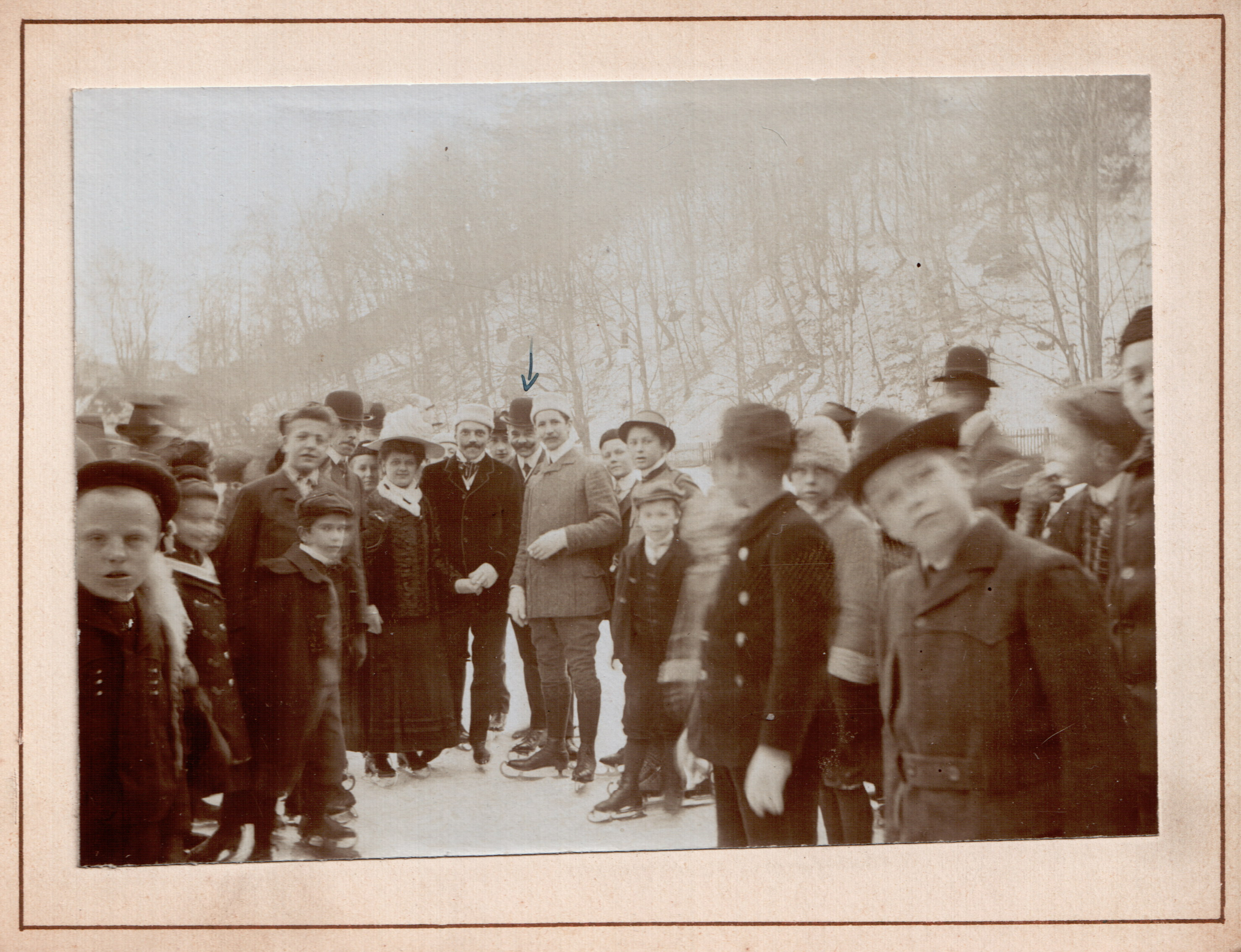
اسکیت روی یخ در شهر گراتس اتریش، در سال ۱۹۰۹

چکمه هابه طور سنتی بوسیله بسیاری از لایه‌های چرم با دست ساخته می‌شوند. طراحی این چکمه‌ها در قرن بیستم تغییر چشمگیری داشت. عکس‌های قدیمی از اسکیت بازان مانند سونجا هاین از دهه ۱۹۲۰ و ۱۹۳۰ نشان می‌دهد که آنها چکمه‌های نازک و باریک دارند که تا میانه ساق پا می‌رسند. از طرف دیگر چکمه‌های اسکیت مدرن برای حمایت از پا و مچ پا در جهش‌ها بسیار سفت و سخت هستند و بسیار پایین‌تر (کمی بالاتر از مچ پا) قرار می‌گیرند تا کف پا خم شود. از آنجا که سفتی چکمه‌ها ضروری به نظر می‌رسد، بسیاری از اسکیت بازها یا چکمه‌های سفارشی را سفارش می‌دهند یا اینکه چکمه‌های خود را توسط یک اسکیت باز حرفه ای بر روی نقاط فشار باز می‌کنند.
در سال‌های اخیر، چکمه‌های ساخته شده از مواد مصنوعی با پوشش‌های قابل تنظیم در گرما در بسیاری از اسکیت بازها رواج پیدا کرده‌اند زیرا در مقایسه با چکمه‌های چرمی، استحکام را با وزن سبک‌تر ترکیب می‌کنند و راحت تر می‌شوند. آخرین پیشرفت در فناوری چکمه، چکمه ای است که به مچ پا وصل می‌شود تا ضمن ایجاد انعطاف‌پذیری بیشتر، تکیه گاه جانبی ایجاد کند. چکمه‌های بکار رفته در اسکیت نمایشی معمولاً کمی در قسمت پشت آن پائین‌تر است تا امکان خم شدن بیشتر در مچ پا فراهم شود. برخی از چکمه‌ها نیز دارای یک پشت الاستیک انعطاف‌پذیر هستند
رنگ‌های معمولی چکمه‌ها برای آقایان سیاه و برای خانم‌ها سفید است، هر چند رنگ‌های دیگر در دسترس است.

## تیغه

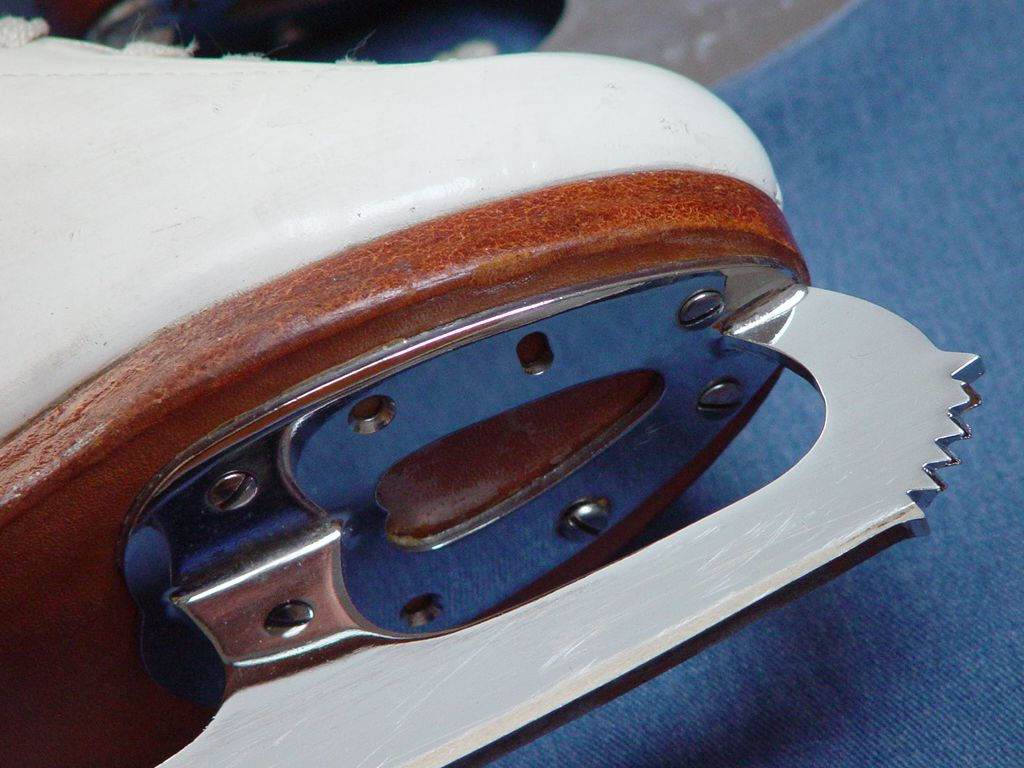
تصویر نزدیک از جلوی تیغه اسکیت نمایشی، که نشان دهنده سرگل پنجه، شیار روی سطح زیرین تیغه، و اتصال پیچ به بوت.

تفاوت اصلی تیغه اسکیت نمایشی با اسکیت هاکی در مجموعه دندانه‌های بزرگ و فشرده که سرگل پنجه خواننده می‌شوند، است. نوک انگشتان در درجه اول در پرش، کار پا و چرخش استفاده می‌شود و نباید از آن برای ضربه استفاده شود. طراحی سرگل پنجه کاملاً پیچیده شده‌است و گاهی اوقات شامل سرگله‌های اضافی در طرفین تیغه می‌شود که اغلب به عنوان k-pick از آن یاد می‌شود.